# Wang Ming-ke
 (décembre 2021).

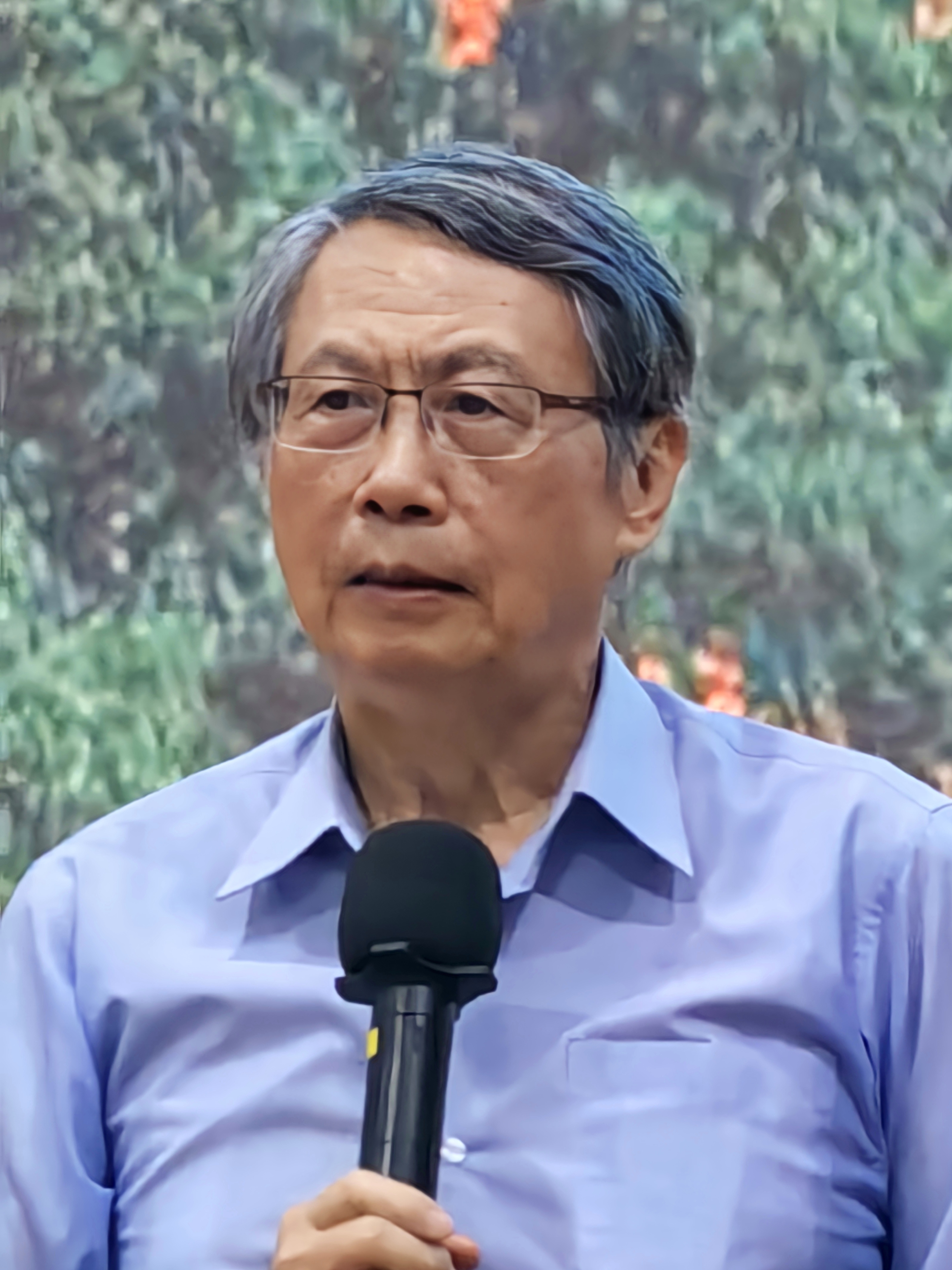

Wang Ming-ke (chinois : 王明珂 ; pinyin : wáng míngkē), né en 1952 dans le Comté de Kaohsiung (en) à Taïwan, dont la famille est originaire de la province du Hubei, en Chine continentale, est un historien chinois.

## Biographie
Né à Taïwan et originaire d'une famille de la province du Hubei.
Il commence son PhD, à l'université Harvard en 1987 qu'il obtient en 1992.

## Œuvres

### Ouvrages
- (zh-TW)《華夏邊緣：歷史記憶與族群認同》，台北：允晨文化，1997年， (ISBN 9789579449526)
- (zh-TW)《羌在漢藏之間：一個華夏邊緣的歷史人類學研究》，台北：聯經文化，2003年；(zh-CN)出版社：中華書局，出版日期：2008-05-01，339頁， (ISBN 978-710-106-167-3)
- (zh-TW)《英雄祖先與弟兄民族：根基歷史的文本與情境》，台北：允晨文化，2006年；(zh-CN)出版社：中華書局，出版日期：2009-07-01，267頁， (ISBN 978-710-106-282-3)
- (zh-TW)《游牧者的抉擇：面對漢帝國的北亞游牧部族》，台北：聯經文化，2009年1月6日，304頁， (ISBN 978-986-017-005-4)
- (zh-TW)《反思史學與史學反思：文本與表徵分析》，台北：允晨文化，2015年7月1日，368頁， (ISBN 978-986-579-439-2)

### Articles
- (zh-Hant) Wang Ming-ke, « 漢藏歷史關係的新思考：一個反思性歷史研究 », 長庚人文社會學報, vol. 3, no 2,‎ 2010, p. 221-252 (lire en ligne) sauvegarde archive.org